# بلمیر
بلمیر، روستای از توابع بخش مرکزی شهرستان فریدن در استان اصفهان ایران است. مردم این روستا از اقوام بختیاری و ترک هستند،. روستای بلمیر روستایی باقدمت است.  آخرین ایلخان ایل چهارلنگ بختیاری یعنی سالارشجاع بختیاری از اهالی بلمیر بود که مقبره آن هم اکنون در کوشک بلمیر واقع است.

## جمعیت
این روستا در دهستان زاینده‌رود شمالی قرار دارد و براساس سرشماری مرکز آمار ایران در سال ۱۳۸۵، جمعیت آن ۷۵۵ نفر (۱۸۱خانوار) بوده‌است.

## تاریخی
کوشک بلمیر یکی از قدیمی ترین آثار در این روستاست که قدمت آن به دوره ی قاجاریه بازمیگردد.  کوشک در سال ۱۳۸۷ توسط سازمان میراث فرهنگی بازسازی شد. آرامگاه چند تن از خوانین بختیاری از جمله محمد جواد خان ( سالار شجاع) فرزند محمد تقی خان ( شجاع الممالک) در این روستا در مقبره خانوادگی بنام کوشک میباشد.